# Deep Space Climate Observatory
Deep Space Climate Observatory (DSCOVR) – amerykańska sonda kosmiczna, której misja polega na obserwacjach Ziemi i badaniu pogody kosmicznej. Misją kierują wspólnie National Oceanic and Atmospheric Administration i NASA; sonda została wystrzelona przez SpaceX w lutym 2015 roku.

## Misja

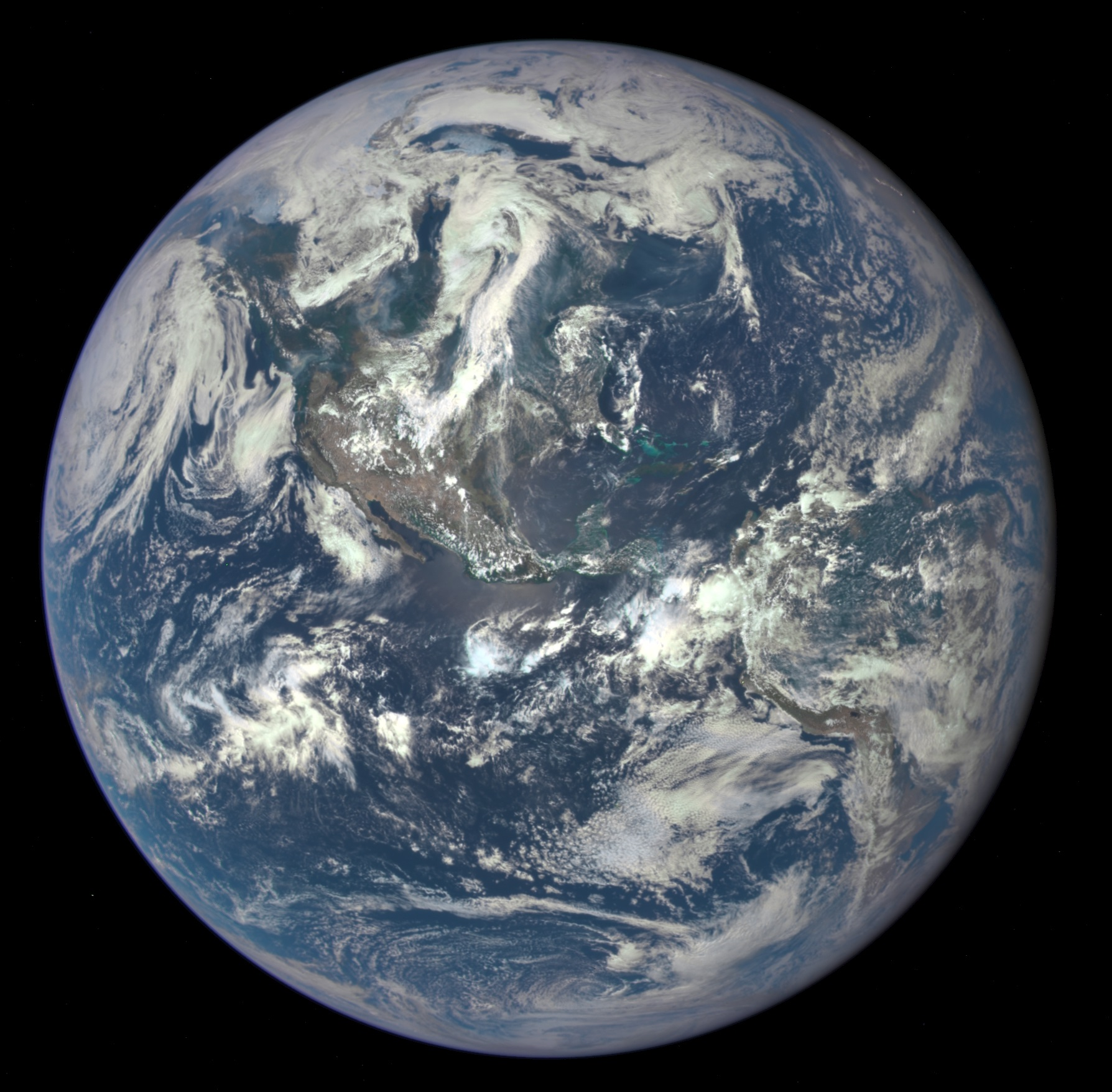
Pierwsze zdjęcie Ziemi wykonane kamerą EPIC, przedstawiające obie Ameryki

Sonda znajduje się na heliocentrycznej orbicie Lissajous, efektywnie okrążając punkt libracyjny L1 położony pomiędzy Ziemią a Słońcem. Punkt ten jest położony o 1 500 000 km bliżej Słońca niż Ziemia. Umieszczona tam sonda monitorująca strumień cząstek wiatru słonecznego i pole magnetyczne może z wyprzedzeniem (od 15 minut do godziny) wysłać ostrzeżenie o niesprzyjającej pogodzie kosmicznej, która może stanowić zagrożenie dla sztucznych satelitów Ziemi i sieci energetycznych. DSCOVR ma wykrywać koronalne wyrzuty masy, zanim dotrą do Ziemi. Sonda obserwuje także naszą planetę, wykonując zdjęcia całkowicie oświetlonej półkuli Ziemi (DSCOVR stale widzi „Ziemię w pełni”).
Misja ta jest następcą wciąż trwającej misji Advanced Composition Explorer.

## Historia
Sonda została zbudowana pod koniec lat 90. XX wieku na potrzeby misji Triana (nazwanej na cześć Rodrigo de Triana, marynarza z wyprawy Kolumba), która nie doszła do skutku. W 2008 roku niewykorzystaną sondę wydobyto z magazynu i poddano szczegółowym testom, aby ocenić, czy jest jeszcze w pełni sprawna. W tym samym roku uznano ją za optymalne rozwiązanie wymagań programu badań wiatru słonecznego. Sonda została wystrzelona 11 lutego 2015 roku w ramach kontraktu z firmą SpaceX przy pomocy rakiety Falcon 9 z kosmodromu Cape Canaveral. Przy okazji SpaceX przeprowadził test odzyskiwania pierwszego stopnia rakiety; wylądowała ona w oceanie około 10 m od pływającej platformy, wskutek niesprzyjającej pogody.

## Konstrukcja sondy

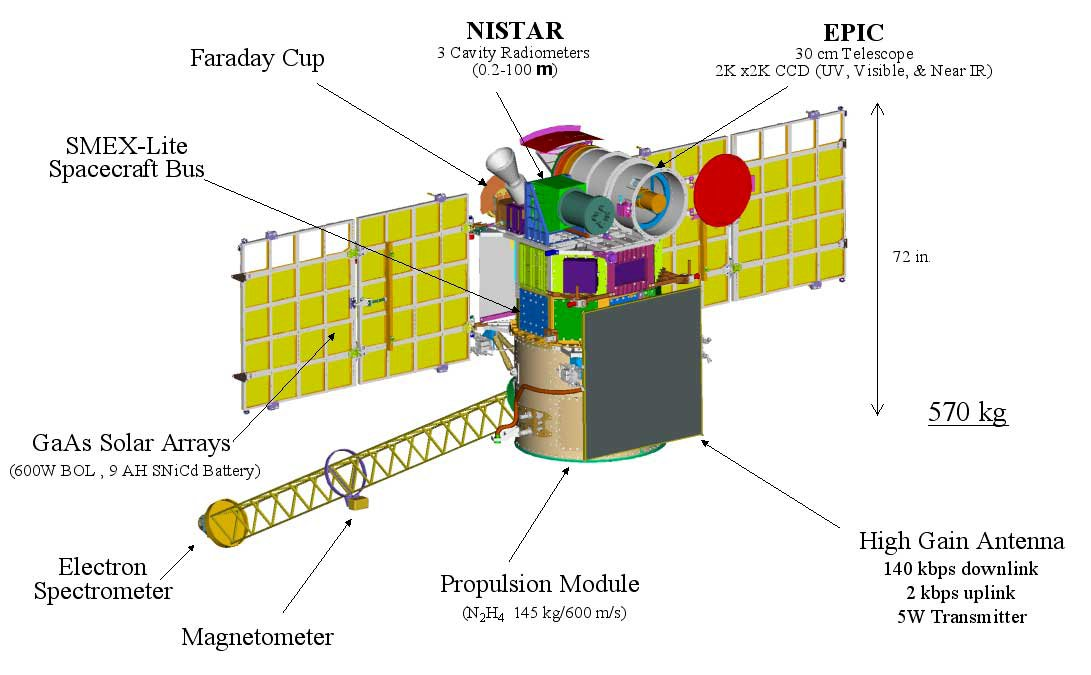
Diagram konstrukcji sondy

Sonda posiada dwa panele słoneczne, napęd, wysięgnik i antenę wysokiego zysku. Na pokładzie znajdują się następujące instrumenty naukowe:
- PlasMag (Plasma-Magnetometer) – magnetometr, puszka Faradaya służąca jako detektor jonów dodatnich i spektrometr elektronów, pakiet instrumentów służący pomiarom wiatru słonecznego;
- NISTAR (National Institute of Standards and Technology Advanced Radiometer) – radiometr mierzący całkowitą irradiancję promieniowania odbitego i emitowanego przez tarczę Ziemi, w celu określenia skutków zjawisk naturalnych i czynników antropogenicznych;
- EPIC (Earth Polychromatic Imaging Camera) – kamera polichromatyczna, służąca do obserwacji Ziemi w celu badań m.in. zawartości ozonu, aerozoli atmosferycznych, chmur oraz pokrywy roślinnej[3].